# Große Wasserstraße

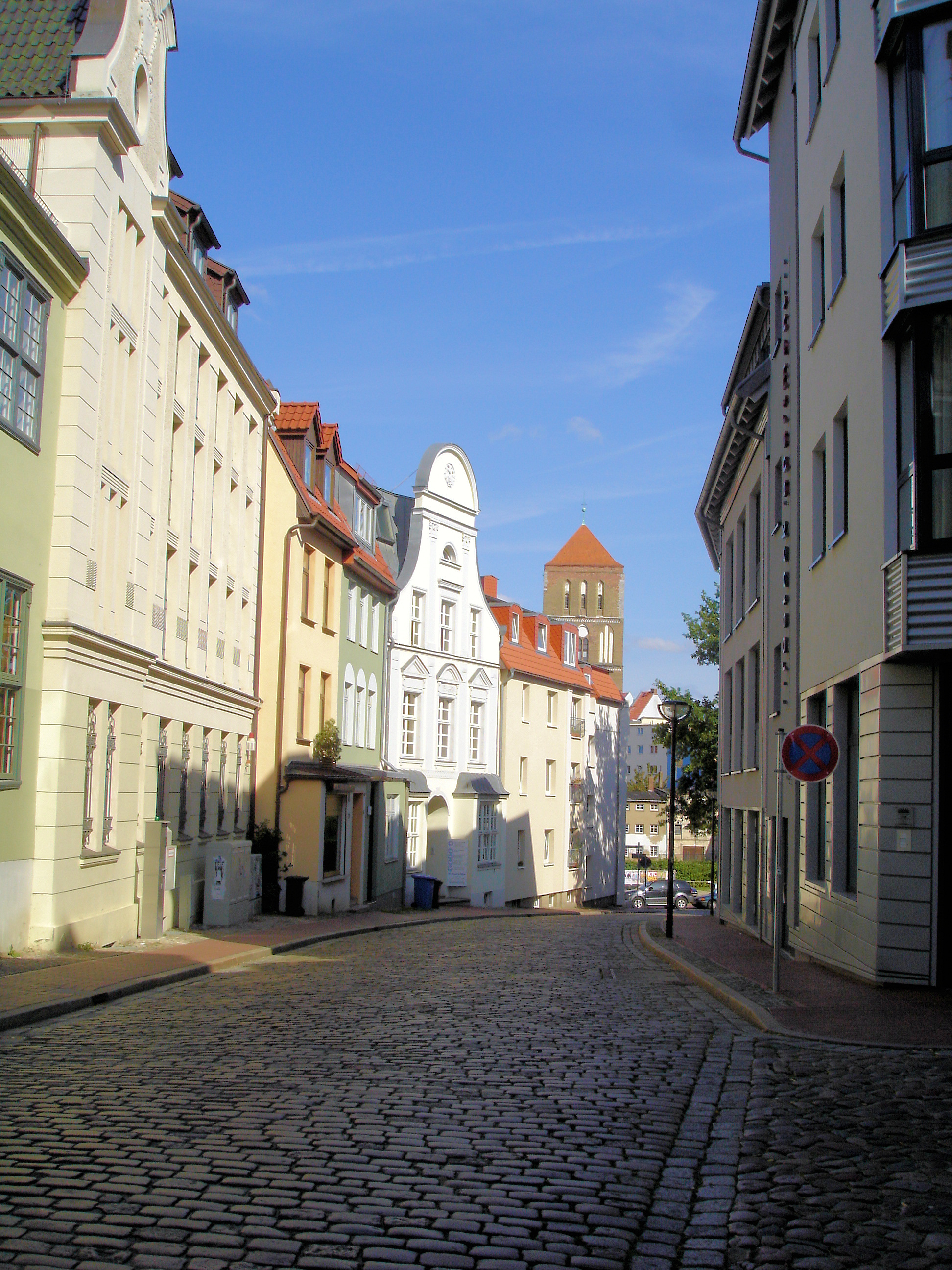
Große Wasserstraße (Blick nach Osten)

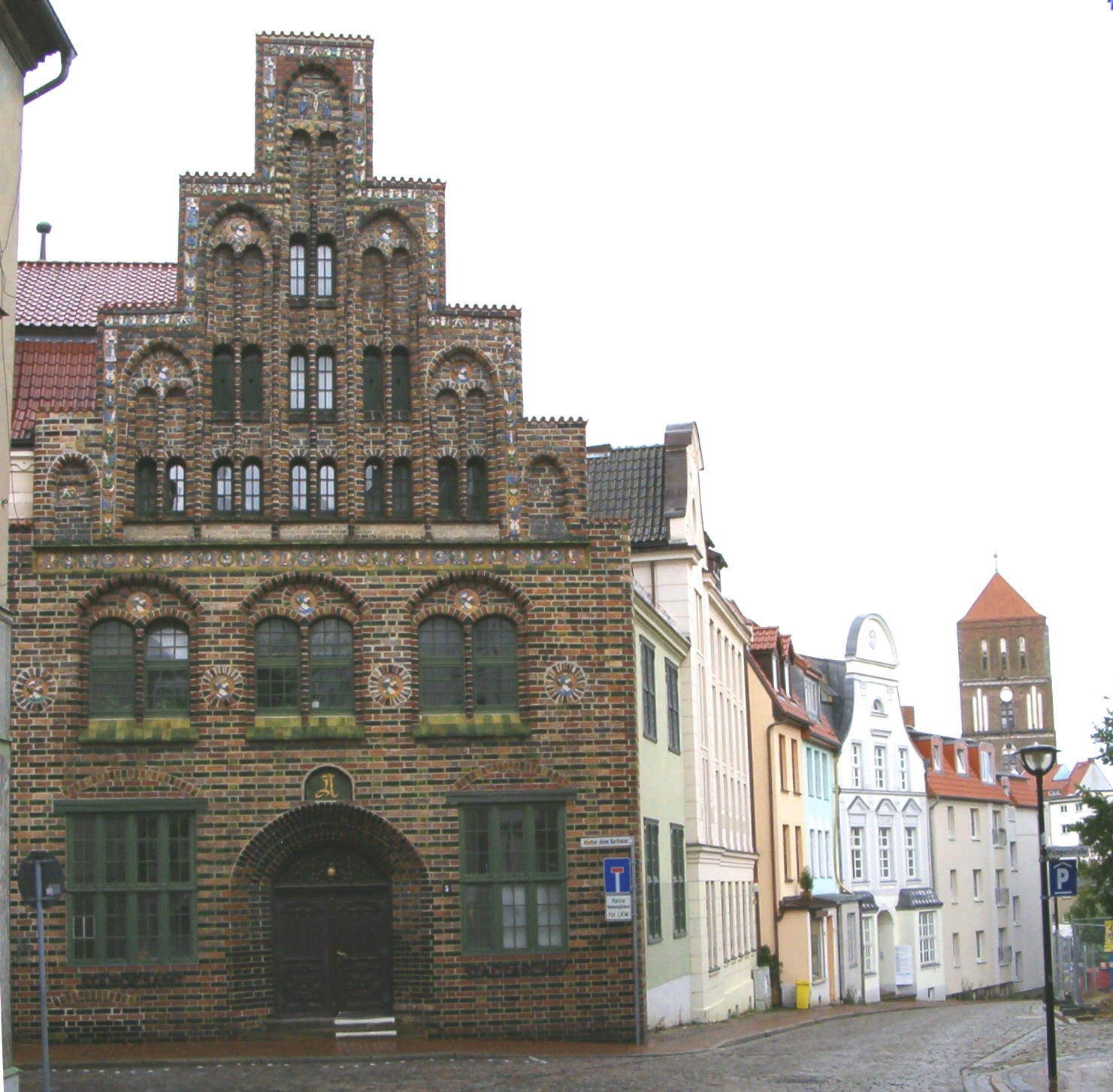
Kerkhoffhaus, im Hintergrund die Nikolaikirche

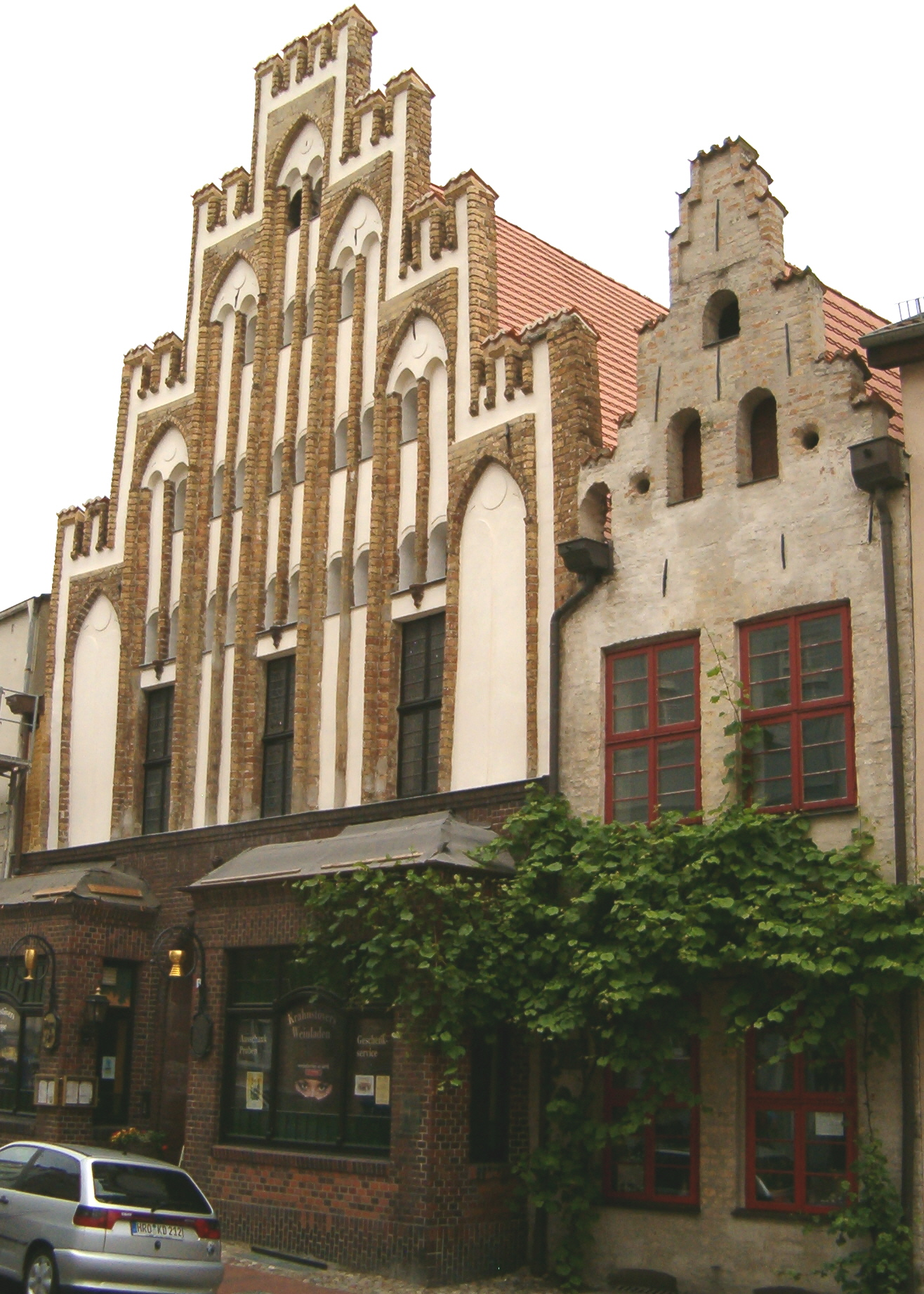
Krahnstöver-Haus

Die Große Wasserstraße in Rostock ist eine Straße im historischen Stadtkern der Hansestadt. In bogenförmigem Verlauf führt sie vom Neuen Markt vorbei am südlichen Anbau des Rostocker Rathauses zur Grubenstraße. Sie ist Teil der einstigen Rostocker Mittelstadt.

## Verlauf
Von der Südostecke des Neuen Marktes kommend, führt sie bogenförmig zunächst in Richtung Osten bis zur Kleinen Wasserstraße und kreuzt dabei die Pümperstraße sowie die kurze Gasse Hinter dem Rathaus. Anschließend führt sie in südlicher Richtung weiter und macht Am Beginenberg erneut einen Bogen, diesmal in südöstlicher Richtung, bis sie an der Grubenstraße, nahe dem Kuhtor endet. Von West nach Ost hat sie zur ehemaligen Grube, einem Nebenarm der Warnow, ein relativ starkes Gefälle, was ihr in mittelalterlichen Quellen auch die Straßenbezeichnung Amberg eintrug. Dort führte die Viergelindenbrücke in die Altstadt.

## Geschichte
Im Jahre 1418 wurde die Straße als Wasserstraße erstmals erwähnt, bezeichnete aber wohl nur den Abschnitt zwischen Beginenberg und Pümperstraße. Die anderen Teile der heutigen Straße hießen Hutfilterstraße bzw. Amberg. Im 19. Jahrhundert ergänzte man den Namen um den Zusatz „Große“, um die Straße von der nahen Kleinen Wasserstraße abzugrenzen. Die Deutung ihres Namens ist umstritten, denkbar ist, dass über die Straße Wasser von der Grube (der heutigen Grubenstraße) zum Mittelstädtischen Born, einem öffentlichen Brunnen auf dem Neuen Markt, geleitet wurde.
Die Große Wasserstraße war im mittelalterlichen und frühneuzeitlichen Rostock ein Domizil der städtischen Oberschicht, was durch die Nähe der Straße zum Neuen Markt erklärt werden kann. Hier ließen sich die wohlhabenden Bürger mehrheitlich repräsentative Giebelhäuser errichten.
Im Zuge des Vier-Nächte-Bombardements der britischen Luftwaffe Ende April 1942 wurde die Südwestseite der Großen Wasserstraße zwischen Neuem Markt und Pümperstraße völlig zerstört, darunter auch die Fürstenherberge. Die meisten Gebäude auf der gegenüberliegenden Seite blieben aber verschont. Viele Baulücken sind inzwischen durch Neubauten geschlossen.
Nach der 2004 erfolgten Sperrung des Neuen Marktes für Kraftfahrzeuge hat der Fahrzeugverkehr in der Großen Wasserstraße stark zugenommen.

## Historisch wertvolle Giebelhäuser
Die Große Wasserstraße verfügt über einige historisch wertvolle Gebäude: die Große Wasserstraße Nummer 1, ein Gebäude im Stil des Historismus (Baujahr 1894); die Nummer 2 ein barocker Bau aus der ersten Hälfte des 18. Jahrhunderts und die Große Wasserstraße Nummer 22, ein im Kern mittelalterliches Giebelhaus mit barocker Fassade. Ein besonderer Blickfang sind aber zwei Giebelhäuser, das Kerkhoffhaus (um 1470) mit Elementen der Backsteinrenaissance, das schon zur Gasse Hinter dem Rathaus gehört und heute Standesamt und Stadtarchiv beherbergt; sowie backsteingotische das Krahnstöverhaus im Südostabschnitt der Großen Wasserstraße – ein Kaufmannshaus mit prächtigem Staffelgiebel, das spätestens in der Mitte des 14. Jahrhunderts errichtet wurde. Es ist eines der wenigen erhaltenen Rostocker Profanbauten mit gotischer Fassade. Seinen Namen hat das Krahnstöverhaus von der ehemaligen Likörfabrik Julius Krahnstöver, die das Haus 1874 erwarb.

## Renaissanceportal – Zugang zum südlichen Rathausanbau

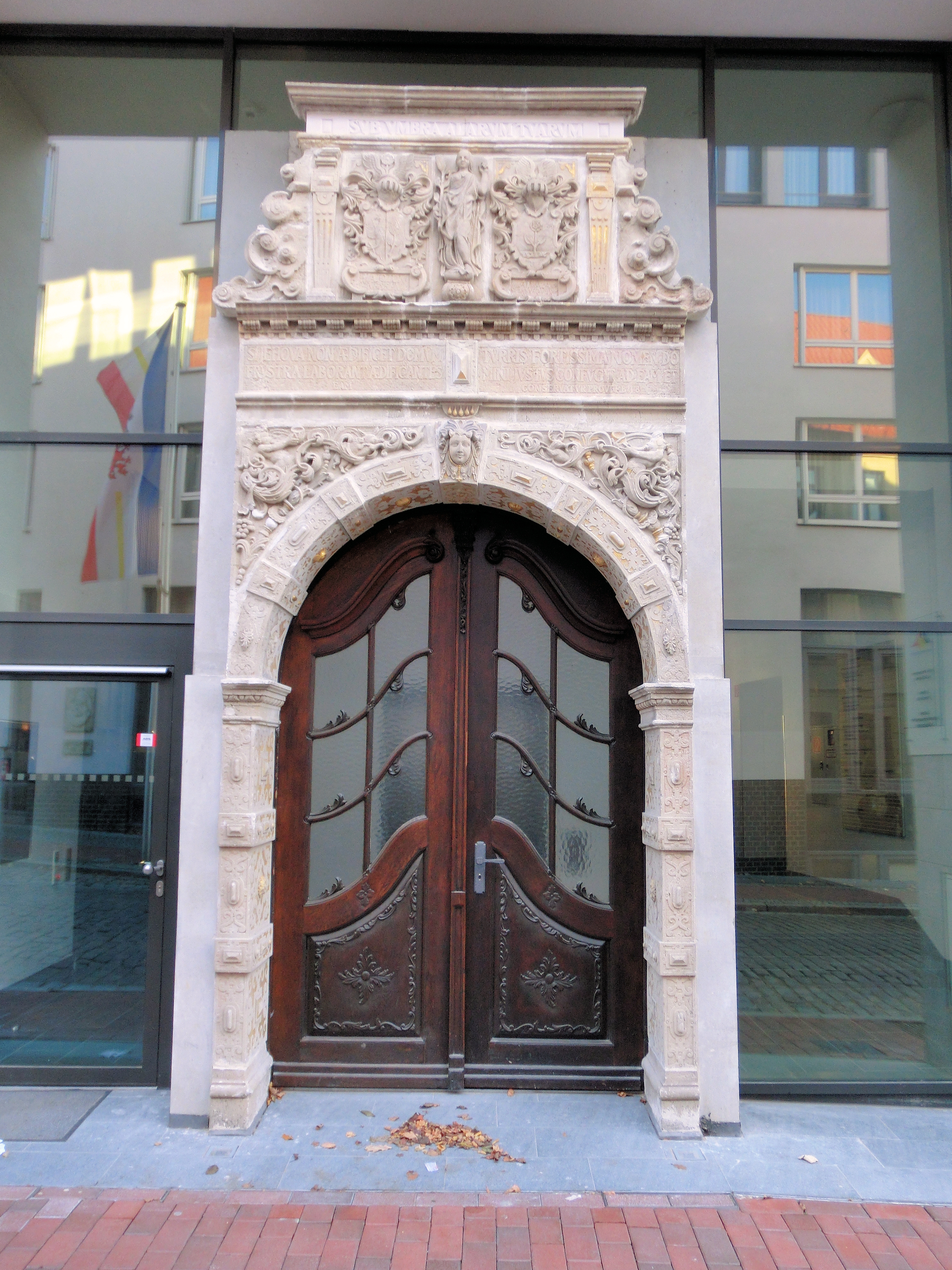
Häuserfront des Rathausanbaus an der Großen Wasserstraße

Der neu errichtete Verbindungsbau zwischen dem südlichen Rathausanbau Neuer Markt 1a (davor Neuer Markt 33/34) und der Großen Wasserstraße 19 erhielt im Rahmen umfangreicher Sanierungs- und Umbaumaßnahmen zwischen 2010 und 2012 als Eingangsbereich eine Kopie des Renaissanceportals des 1910 abgebrochenen Hauses Neuer Markt 33. In den beiden Giebelhäusern Neuer Markt 33/34, im neu errichteten Zwischenbau an der Großen Wasserstraße und im unter Denkmalschutz stehenden Gebäude Große Wasserstraße 19 – dieses war 1798 als Wohn- und Geschäftshaus errichtet worden – wurden auf einer Fläche von 3.600 m² 96 Arbeitsplätze in modernen Büros sowie Beratungsräume für das Ortsamt Stadtmitte, die Ausländerbehörde, die Verwaltung des Amtes für Management und Controlling und das Stadtamt Rostock eingerichtet.